# Kobayashi Kiyochika

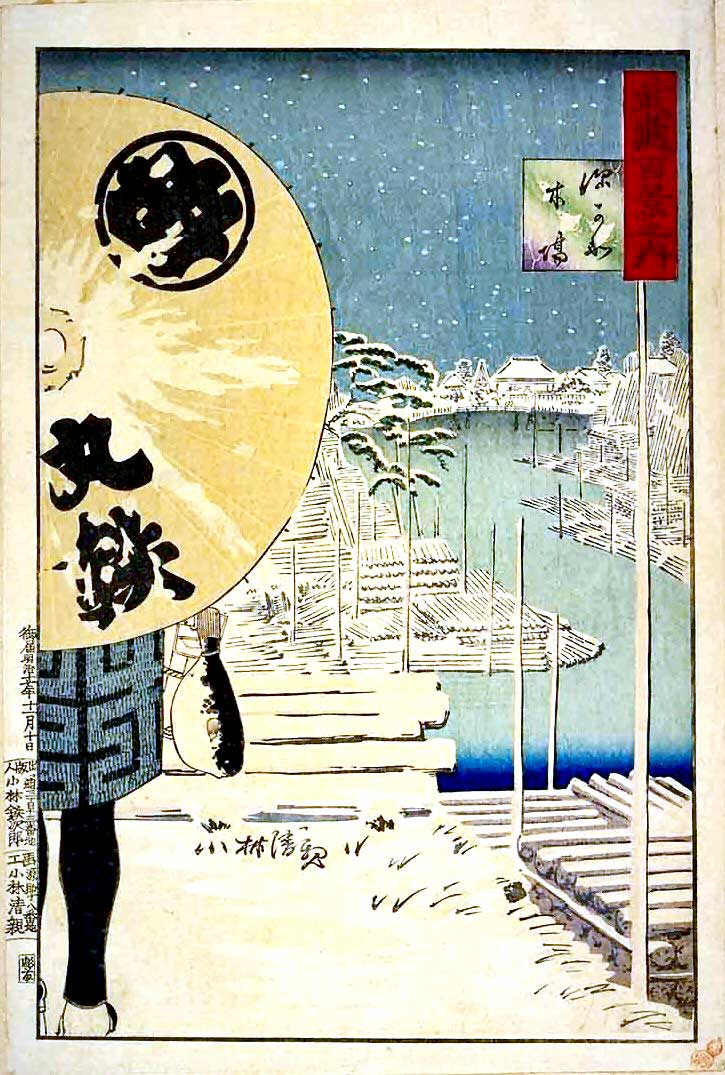

Kobayashi Kiyochika est un nom japonais traditionnel ; le nom de famille (ou le nom d'école), Kobayashi, précède donc le prénom (ou le nom d'artiste).
Kobayashi Kiyochika (小林 清親) (né le 10 septembre 1847 et mort le 28 novembre 1915) est un artiste japonais du style ukiyo-e durant l'ère Meiji.

## Biographie

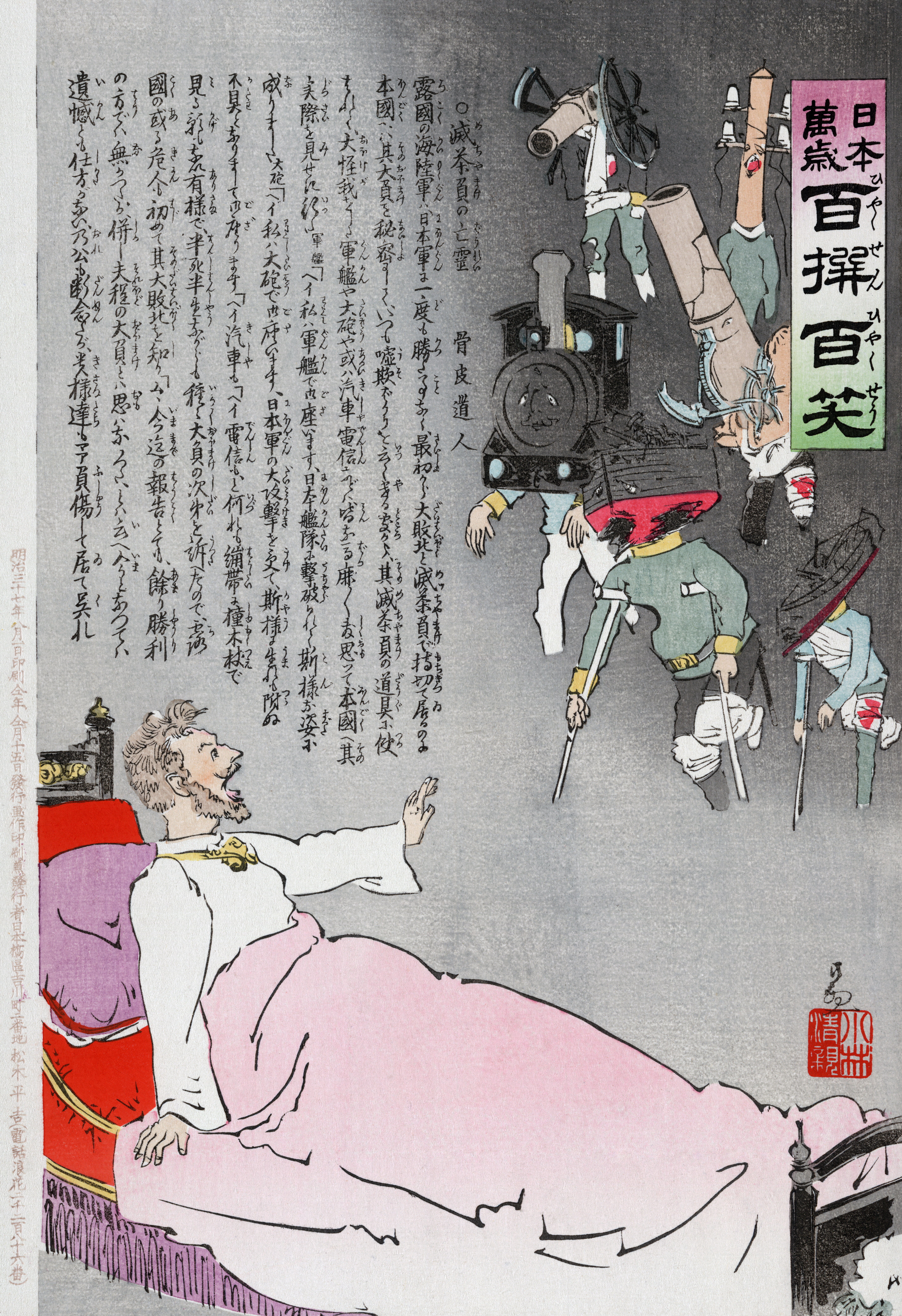
Gravure sur bois représentant Nicolas II de Russie en plein cauchemar. Kobayashi Kiyochika, 1904 ou 1905.

Kiyochika est surtout connu pour ses dessins de scènes des environs de Tokyo qui reflètent la transformation due à la modernité. Il est décrit comme « le dernier maître important de l'ukiyo-e et le premier artiste remarquable du Japon moderne »... [ou, peut-être] une survivance anachronique d'un temps éloigné, un héros mineur dont les efforts pour adapter l'ukiyo-e au monde nouveau du Japon Meiji ne furent pas suffisants ».
Fils d'un officiel du gouvernement, Kiyochika est fortement influencé par l'art occidental qu'il étudie auprès de Charles Wirgman. Nombre de ses travaux sont également imprégnés de la gravure, de la lithographies et des photographies occidentales qui se généralisent au Japon durant l'ère Meiji. Kiyochika étudie aussi l'art japonais auprès des grands artistes que sont Kawanabe Kyōsai et Shibata Zeshin.
Ses estampes sur bois se distinguent de celles du début de la période Edo puisqu'il y incorpore non seulement des styles mais aussi des thèmes occidentaux lorsqu'il représente l'introduction à Tokyo d'éléments tels que des voitures à chevaux, les tours horloge et les chemins de fer. Ses estampes montrent l'influence considérable des paysages de  Hokusai et de l’œuvre de Utagawa Kuniyoshi, mais l'influence occidentale n'en est pas moins indiscutable. Pour l'essentiel, ce sont des images beaucoup plus sombres et qui partagent de nombreuses caractéristiques avec les lithographies et gravures occidentales de l'époque.
Ses estampes sont imprimées principalement de 1876 à 1881 ; toute sa vie, Kiyochika continue à publier des impressions ukiyo-e mais il crée aussi de façon intensive des illustrations et des esquisses pour les journaux, les magazines et les livres. Il produit également un certain nombre d'estampes représentant des scènes de la guerre sino-japonaise et de la guerre russo-japonaise, parfois caricaturales ou humoristiques.